# William W. Johnstone
William Wallace Johnstone (28. Oktober 1938 – 8. Februar 2004) war ein amerikanischer Autor, der vor allem für seine Western-, Horror- und Survival-Romane bekannt war.

## Leben und Karriere

### Kindheit und Jugend
Geboren und aufgewachsen im Süden von Missouri, war Johnstone das jüngste von vier Kindern. Sein Vater war Prediger und seine Mutter Lehrerin. Mit 15 Jahren brach er die Schule ab und arbeitete auf einem Jahrmarkt sowie als Hilfssheriff. Später diente er in der US-Armee und arbeitete nach seiner Rückkehr ins zivile Leben 16 Jahre lang im Radiobereich.

### Schriftstellerische Tätigkeit
Johnstone begann seine schriftstellerische Laufbahn im Jahr 1970. Sein erstes Werk wurde jedoch erst 1979 veröffentlicht (The Devil's Kiss). Im Laufe seiner Karriere schrieb er fast zweihundert Bücher in verschiedenen Genres, darunter Spannung, Horror, klassischer Männerliteratur, postapokalyptischer Romane und Western. Zu seinen bekanntesten Buchreihen gehören Mountain Man, The First Mountain Man, Ashes (mit Ben Raines als Protagonisten) und Eagles. Sein persönlicher Lieblingsroman war The Last of the Dog Team (1980). Unter dem Pseudonym William Mason veröffentlichte er außerdem zwei Romane. Seine Werke wurden auch in andere Sprachen übersetzt.
Johnstone lebte in Tallulah, Louisiana, und später in Shreveport, Louisiana.
Er starb 2004 im Alter von 65 Jahren. Sein Tod wurde jedoch erst zwei Jahre später offiziell bestätigt.

### Posthum veröffentlichte Bücher
Im Impressum mindestens eines 2006 veröffentlichten Buches wurde darauf hingewiesen, dass Johnstone verstorben ist und ein „sorgfältig ausgewählter Autor“ ausgewählt wurde, um sein Vermächtnis fortzuführen. J. A. Johnstone, seine Nichte, setzt die Buchreihen ihres Onkels fort. Die Entscheidung, weiterhin Bücher unter Johnstones Namen zu veröffentlichen, stieß auf Kritik von Lee Duran, einem Kolumnisten der Joplin Globe, der die Veröffentlichung eines Buches bemängelte und schrieb: „Einem Toten die Autorenschaft  zuzuschreiben, ist irgendwie Ghostwriting in umgekehrter Richtung: Es entstehen Verkaufszahlen, die vom Namen eines Menschen abhängen, der tatsächlich nur noch ein Geist ist.“

## Kritische Würdigung
Sein Roman Eyes of Eagles aus dem Jahr 1993 erhielt von Publishers Weekly überwiegend positive Kritiken: „Johnstone [...] passt nur selten die Geschichte seiner Erzählung an. Doch weder diese Freiheiten noch die eindimensionalen Charaktere trüben diese mitreißende, beherzte Saga über die wachsenden Gräben in den USA.“
Talons of Eagles, sein erstes Hardcover-Buch, wurde von Publishers Weekly folgendermaßen rezensiert: „Trotz einiger interessanter zeitgeschichtlicher Details ist die Erzählung mit langen historischen Ausführungen aufgebläht und wird durch schwache Prosa zusätzlich geschwächt.“
Sein Roman What the Heart Knows: A Love Story aus dem Jahr 1995 war sein Debüt im Bereich der Mainstream-Literatur. Er erhielt eine negative Rezension von Publishers Weekly, in der das Erzählen als „ernsthaft und gefühlvoll“ beschrieb aber anmerkte, dass „diese Geschichte über eine Mai-September-Liebe zwischen einem Mädchen aus einer Kleinstadt im Süden und einem knallharten Geschäftsmann nie mehr als ein langgezogenes romantisches Klischee ist“. Kirkus Reviews schrieb, dass What the Heart Knows „ein sentimentales Möchtegern-‚Bridges of Madison County‘ ist, streng für die Romantik-Leserschaft“.
Publishers Weekly bewertete Scream of Eagles negativ und schrieb: „Dies ist eine absurde Geschichte mit wenig historischer Genauigkeit und Wert, die eine flache Karikatur eines Westernhelden zeigt.“
Das Library Journal verlieh A Lone Star Christmas eine „starred review“ (besonders positive Bewertung) und schrieb, es sei „eine gut getaktete Saga mit Viehdiebstahl, Kneipenschlägereien, schmerzhaften Geheimnissen, unerwiderter Liebe und einem an Weihnachten geborenen Baby“.

Butch Cassidy: The Lost Years erhielt eine positive Rezension von Publishers Weekly: „Johnstone ist ein meisterhafter Erzähler, der eine Geschichte schafft, die fantasievoll und lustig, aufregend und überraschend überzeugend ist.“
A Big Sky Christmas erhielt ebenfalls eine „starred review“ vom Library Journal, das folgendes Urteil sprach: „Johnstone und seine Nichte [sic] haben einen ausgezeichneten Western geschrieben, mit viel Action und Spannung sowie großartigen Nebenfiguren und Handlungssträngen, die auch Fans historischer Romane ansprechen werden.“
Library Journal bewertete A Frontier Christmas negativ und schrieb, obwohl „die Johnstones konsequent großartige Western schreiben“, gebe es „eine unaufhörliche Flut schrecklicher Ereignisse in der Handlung“ und man solle „dieses Buch wegen der Action lesen, nicht wegen der Weihnachtsstimmung“.
Eine Library Journal-Rezension zu A Texas Hill Country Christmas beschrieb den Roman als einen „mitreißenden Western“, der „voller Schießereien, Gesetzloser und eines unvergesslichen Feiertags“ sei.

## Ausgewählte Werke
Ins Deutsche übersetzte Werke
Ashes: Die Endzeit-Saga
- Die Stunde Null. (= Ashes. 01). 2001, ISBN 3-931407-69-1 (Out of the Ashes, Roman)
- Rebellenkampf. (= Ashes. 02). 2001, ISBN 3-931407-70-5 (Out of the Ashes, Roman)
- Hölle auf Erden. (= Ashes. 03). 2002, ISBN 3-931407-71-3 (Fire in the Ashes, Roman)

In englischer Originalsprache
- The Last Mountain Man. Zebra/Kensington, 1984.
- War of the Mountain Man (The Last Mountain Man Series). Zebra, 1990.
- The First Mountain Man. Pinnacle, 1991.
- Eyes of Eagles (The Eagles Series). Zebra, 1993.[8]
- Talons of Eagles (The Eagles Series). Zebra, 1995.[10]
- What the Heart Knows: A Love Story. Kensington, 1995.[11]
- Scream of Eagles (The Eagles Series). Kensington, 1996.[12]
- The Drifter (The Last Gunfighter Series). Zebra, 2000.
- Preacher (The First Mountain Man Series). Pinnacle, 2001.
- Blood Valley. Pinnacle, 2006.[3]

### Mit J. A. Johnstone
- Six Ways From Sunday (The Blood Valley Series). Pinnacle, 2009.
- Pride of Eagles (The Eagles Series). Pinnacle, 2006.
- Preacher's Quest (The First Mountain Man Series). Pinnacle, 2007.
- Matt Jensen: The Last Mountain Man. Pinnacle, 2007.
- Avenger (The Last Gunfighter Series). Pinnacle, 2007.
- Butch Cassidy: The Lost Years. Kensington, 2013.[14]
- Lone Star Christmas (The Christmas Series). Pinnacle, 2011.[13]
- A Big Sky Christmas (The Christmas Series). Pinnacle/Kensington, 2013.[15]
- A Frontier Christmas (The Christmas Series). Pinnacle/Kensington, 2013.[16]
- A Texas Hill Country Christmas (The Christmas Series). Pinnacle/Kensington, 2015.[17]
- Trigger Warning. Kensington, 2018, ISBN 978-0-7860-4050-6.
- Cruel Winter of the Mountain Man (The First Mountain Man Series). Kensington, 2022.

### Mit Fred Austin
- Savage Country (The Last Gunfighter Series). Pinnacle, 2006.
- Preacher's Fortune (The First Mountain Man Series). Pinnacle, 2013.